# 江尻宿

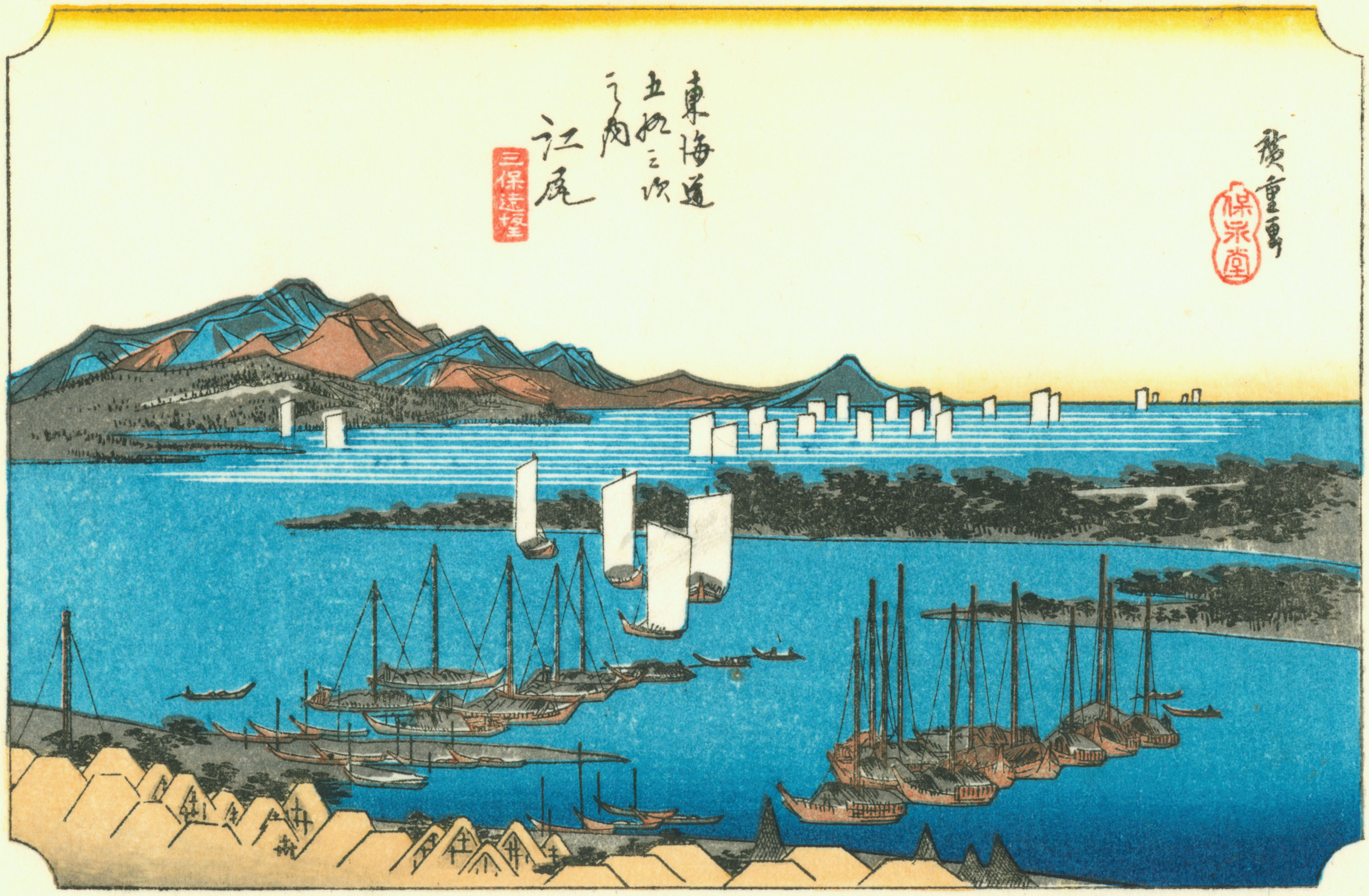
歌川広重『東海道五十三次』「江尻」

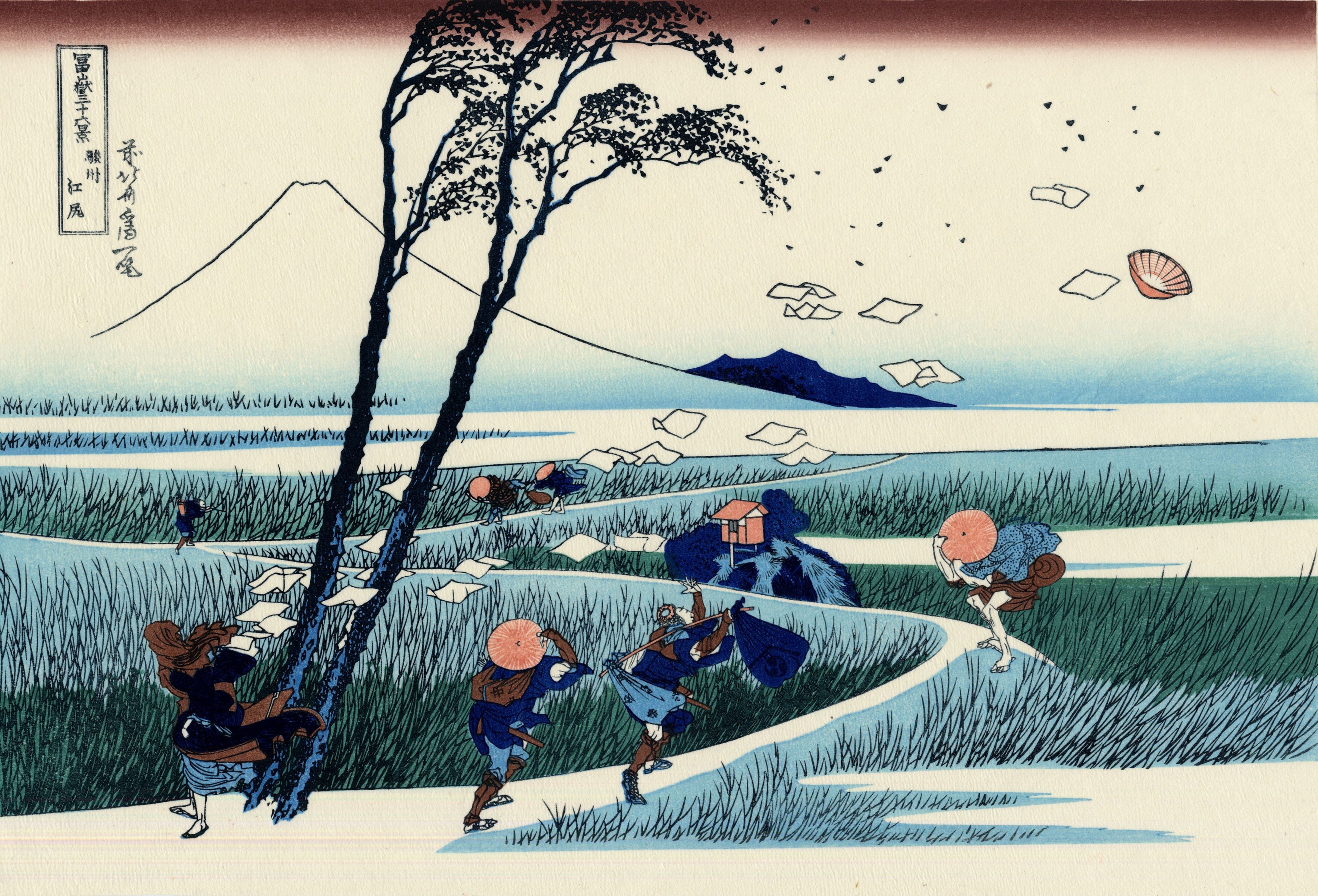
葛飾北斎『冨嶽三十六景』「駿州江尻」

江尻宿（えじりしゅく、えじりじゅく）は、東海道五十三次の18番目の宿場である。現在の静岡県静岡市清水区（旧清水市）の中心部にあたる。

## 概要
駿河湾に注ぐ巴川の河口付近に発達した宿場町である。江戸時代以前の戦国時代には、武田氏家臣馬場信春により江尻城が築かれ、城下町化して栄え始めたという。清水港に近く、江戸時代には江戸への物流拠点となった。また、清水次郎長ゆかりの地であり、次郎長の生家や菩提寺（梅蔭禅寺）、次郎長の船宿「末廣」などが残る。

## 日本遺産
宿場町そのものとしては認定されなかったが、2020年（令和2年）6月19日、「江尻宿名物追分羊羹」が文化庁の文化財保護制度「日本遺産」のストーリー『日本初「旅ブーム」を起こした弥次さん喜多さん、駿州の旅～滑稽本と浮世絵が描く東海道旅のガイドブック（道中記）～』の構成文化財の1つに認定された。

## 最寄り駅
JR東海道本線 清水駅又は静岡鉄道静岡清水線 新清水駅

## 隣の宿
東海道
興津宿 - 江尻宿 - 府中宿